# Neoclytus balteatus
Neoclytus balteatus là một loài bọ cánh cứng trong họ Cerambycidae.